# Dopravní indukce

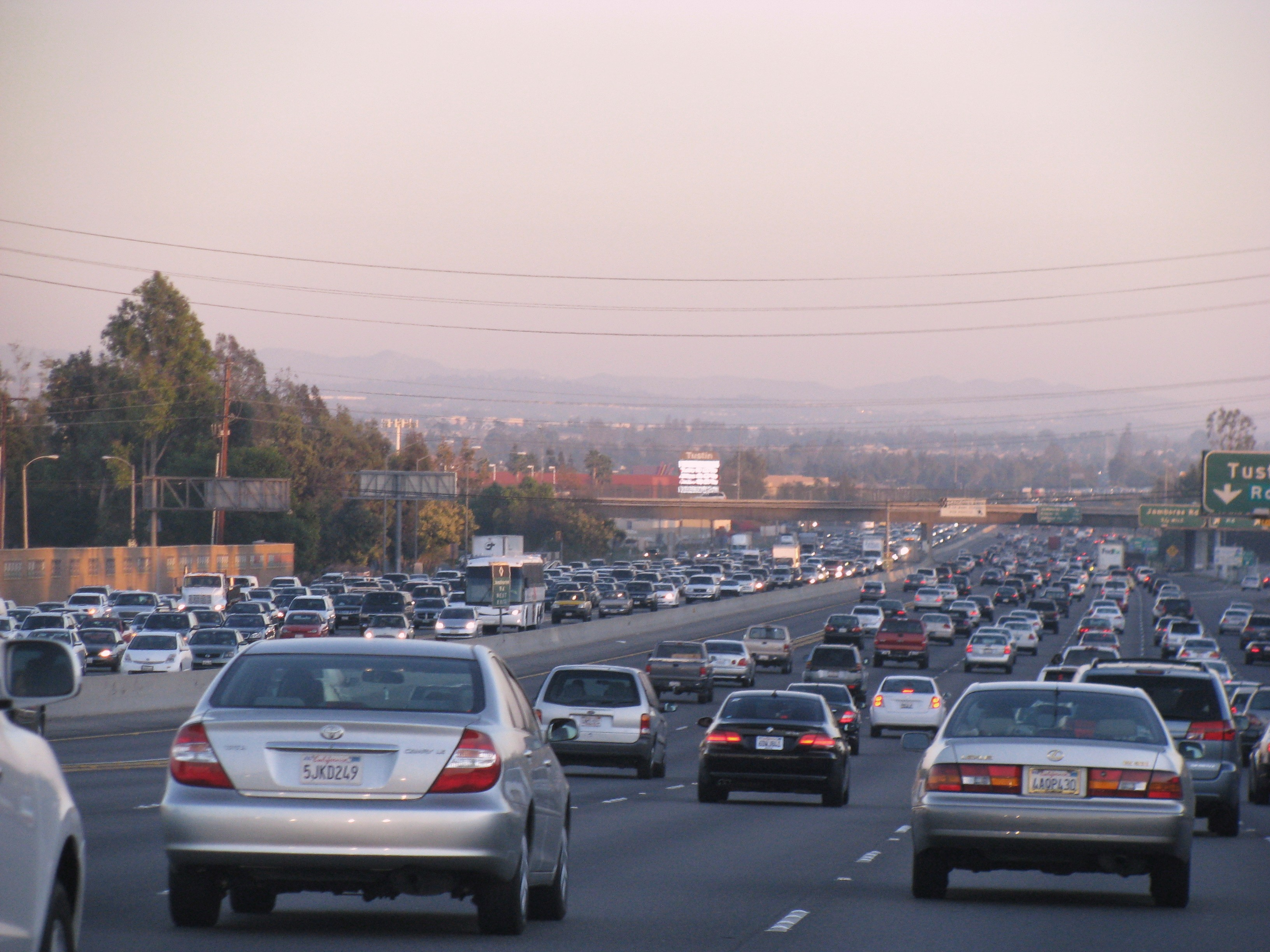
Dopravní zácpa na dvanáctiproudé dálnici v Jižní Kalifornii je často mylně spojovaná s dopravní indukcí. V tomto případě je ale na vině dlouhodobě nedostatečná kapacita dopravního spojení.

Dopravní indukce je jev v dopravě, kdy nabídka nové kapacity spojení (například zprovoznění nové dálnice, sítě cyklostezek, pěší zóny, autobusové nebo železniční linky, mostu atd.) vyvolá nárůst poptávky po ní. Provoz, který se na nové komunikaci či lince objeví, je nejen poptávka přesměrovaná, která na tuto novou trasu přechází z jiné trasy, jiného druhu dopravy nebo jiné denní doby, ale také poptávka indukovaná (vyvolaná) například kvůli výstavbě satelitních obcí.
V případě indukované poptávky musí dojít k nárůstu poptávky. Pouhé zaplnění nové kapacity již existující poptávkou toto nesplňuje.
Opakem je dopravní redukce, při které se snižují kapacity pro daný druh dopravy.

## Indukce silniční dopravy
Teorie dopravní indukce tvrdí, že více silnic či jejich rozšíření nepřinese větší rozprostření aut a méně kongescí. Praxe a empirické výzkumy z celého světa ukázaly, že po výstavbě následuje chvíle úlevy, silnice se pak ale znovu naplní a více lidí nasedne do aut.
Podle studie Centra dopravního výzkumu strategické dopravně-investiční dokumenty v Česku mnohdy zanedbávají poznatky z teorie dopravního proudu a přehlížejí jev dopravní indukce. Nepřipouštějí, že zvyšování silniční kapacity ve městech samo o sobě vede k podstatnému nárůstu automobilové dopravy a neřeší tedy problém dopravních kongescí.
Podle prosté ekonomické teorie nabídky a poptávky volba druhu dopravy závisí do značné míry na poměru doby strávené cestováním „od dveří ke dveřím“, tj. na konkurenceschopnosti jednotlivých tras a druhů dopravy. Dopravní zácpa může být stimulem pro to, aby lidé pro danou cestu přestali používat automobil a využívali veřejnou dopravu. Pokud se však dopravní zácpa řeší zkapacitněním silničních komunikací, tato motivace se výrazně snižuje. Naopak zkvalitnění, zrychlení či zlevnění veřejné dopravy omezuje individuální motorismus. S ohledem na investiční a provozní náklady samostatných těles pro kolejovou dopravu však i snaha o zkvalitnění veřejné dopravy může být podmíněna investicemi do silniční sítě, neboť investičně nejlevnějším hromadným dopravním prostředkem jsou autobusy.

### Prevence
Indukci automobilové dopravy se dá předejít budováním měst krátkých vzdáleností, kde má člověk všechny své denní potřeby v blízkosti bydliště. Pro běžné cesty tak nemusí sahat po automobilu a vystačí si s pěší chůzí, jízdou na kole nebo MHD. Množství automobilů omezí také zlepšování podmínek pro pěší, cyklistickou a veřejnou dopravu.

### Kritika
Teorie dopravní indukce nemusí brát v potaz skutečnost, že budování dopravní infrastruktury je často opožděné za komerční a bytovou výstavbou a zvýšení provozu tak je vyvoláno zvýšením počtu obyvatel a návštěvníků daného území. Může tak být obtížné odlišit důvody, proč dochází k nárůstu počtu cest.
Z hlediska praxe se ukazuje, že dopravní indukce je teorií postavenou pouze na sledování individuální automobilové dopravy vytrženě z celkového dopravního kontextu. Teorie dopravní indukce opomíjí řadu faktorů, které mají na dopravu vliv. V případě, kdy dojde ke zvýšení dopravní kapacity u jiných způsobů dopravy, nedochází k navyšování jejího využití. Množství uživatelů veřejné hromadné kapacity závisí ve velké míře i na ceně, kvalitě služeb a pohodlí. Např. v oblasti železniční dopravy mezi Prahou a Ostravou došlo k navýšení počtu uživatelů i bez vybudování nové železniční trati, došlo k tomu z důvodu umožnění konkurenčního prostředí, které přineslo snížení ceny a zvýšení kvality služeb. Naopak zprovoznění nových regionálních letišť znamenalo pouze přesun cestujících z jednoho letiště na jiné, aniž by došlo k zvýšení celkového počtu cestujících.[zdroj?]

### Příklady z Česka

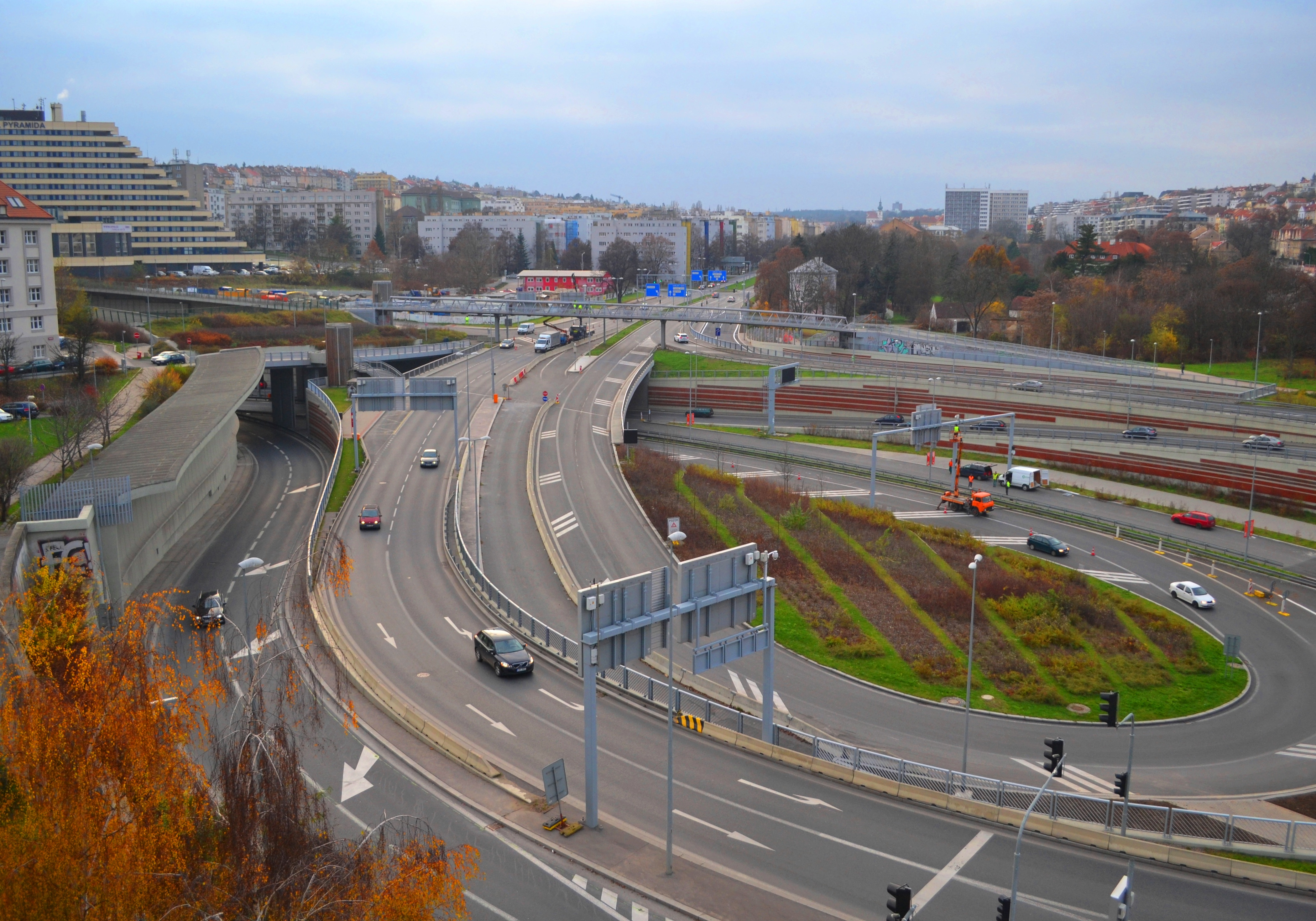
Tunelový komplex Blanka

Příkladem dopravní indukce silniční dopravy je například postupně budovaný městský okruh v Praze. I když měl původně přinést méně automobilové dopravy, ve skutečnosti jí do města zavedl více. Po dokončení jihozápadní části Městského okruhu (2004) v průběhu několika let vzrostla celková intenzita dopravy přijíždějící na Smíchov z jihu na dvojnásobek. Naopak Tunelový komplex Blanka povrchovým komunikacím ulevil ihned v roce po otevření, a jak vyplývá z údajů TSK, pokles počtu vozidel trval stále i v roce 2023, a to i přes celkový nárůst počtu obyvatel Prahy a souvisejícího zvýšení počtu osobních vozidel. Stejně tak na Magistrále v centru města došlo ke snížení intenzity dopravy, která nedosáhla hodnot před otevřením tunelu. Z toho je zřejmé, že při důkladném posouzení dopravních potřeb v daném místě a návrhu vhodného řešení nemusí k dopravní indukci vůbec dojít.
Objevují se i tvrzení, že např. po zprovoznění jižní sekce Pražského okruhu přechod kamionů z Jižní spojky měl vést k nárůstu intenzity osobních automobilů na Barrandovském mostě o 40 000 nových osobních aut denně, která zde předtím podle autorů nejezdila. Z skutečně naměřených dat vyplývá, že změna v počtu vozidel na Barrandovském mostě byla v čase pouze mírně rostoucí. V roce 2005 to bylo v průměru 130.000 vozidel za den, v roce 2010 byla hodnota 132.000 vozidel za den, v roce 2015 došlo k navýšení na 136.000 vozidel za den, v roce 2020 došlo k poklesu na průměrnou hodnotu 134.000 vozidel za den a poslední uváděný údaj za rok 2023 je 142.000 vozidel za den. Oficiální statistické údaje neuvádí rozlišení na osobní a nákladní vozidla a nelze tak dovozovat dopravní indukci související se zprovozněním jižní sekce Pražského okruhu.

## Indukce poptávky obecně
Podobnou indukci poptávky lze pozorovat u většiny síťových i nesíťových služeb, obchodních oborů atd.[zdroj?]